# Canthocamptus campaneri
Canthocamptus campaneri е вид челюстнокрако от семейство Canthocamptidae. Видът не е застрашен от изчезване.

## Разпространение
Разпространен е в Бразилия.